# Gebrechlichkeitspflegschaft
Die Gebrechlichkeitspflegschaft war neben der Vormundschaft bis 1992 in Deutschland eine zivilrechtliche Schutzmaßnahme für behinderte Erwachsene. Sie wurde zum 1. Januar 1992 durch das Betreuungsgesetz durch die rechtliche Betreuung ersetzt.
Neben der Vormundschaft, die eine Entmündigung voraussetzte, gab es vor 1992 die Gebrechlichkeitspflegschaft. Rechtsgrundlage war § 1910 des BGB in seiner damaligen Fassung. Er hatte folgenden Inhalt:
(1) Ein Volljähriger, der nicht unter Vormundschaft steht, kann einen Pfleger für seine Person und sein Vermögen erhalten, wenn er infolge körperlicher Gebrechen, insbesondere weil er taub, blind oder stumm ist, seine Angelegenheiten nicht zu besorgen vermag.
(2) Vermag ein Volljähriger, der nicht unter Vormundschaft steht, infolge geistiger oder körperlicher Gebrechen einzelne seiner Angelegenheiten oder einen bestimmten Kreis seiner Angelegenheiten, insbesondere seine Vermögensangelegenheiten, nicht zu besorgen, so kann er für diese Angelegenheiten einen Pfleger erhalten.
(3) Die Pflegschaft darf nur mit Einwilligung des Gebrechlichen angeordnet werden, es sei denn, dass eine Verständigung mit ihm nicht möglich ist.
Zuständig für die Anordnung war das Vormundschaftsgericht. Zuletzt standen in der Bundesrepublik Deutschland rund 250.000 Menschen unter Gebrechlichkeitspflegschaft (gegenüber ca. 60.000 Entmündigten). Die Verfahren zur Anordnung von Gebrechlichkeitspflegschaften waren erheblich einfacher als entsprechende Entmündigungsverfahren. Meist wurden diese Pflegschaften als Zwangspflegschaften angeordnet, da man davon ausging, dass mit den Betroffenen keine Verständigung im juristischen Sinn möglich war. In diesen Fällen galten die Betroffenen als geschäftsunfähig (ähnlich wie wegen Geisteskrankheit Entmündigte), durften nicht heiraten und verloren das Wahlrecht. 
Mit dem Betreuungsgesetz wurden 1992 alle Gebrechlichkeitspflegschaften zu Betreuungen (Art. 9 §  BtG). Der bisherige Wirkungskreis des Gebrechlichkeitspflegers wurde Aufgabenkreis des Betreuers. Das Wahlverbot (Art. 9 § 7 BtG) und das Eheschließungsverbot entfielen ersatzlos.